# Solomon Sakala
Solomon Sakala (n. Kabwe, 28 de abril de 1997) es un futbolista zambiano que juega en la demarcación de defensa para el Kabwe Warriors de la Primera División de Zambia.

## Selección nacional
Debutó con la selección de fútbol de Zambia el 7 de noviembre de 2015 contra Namibia en un partido amistoso que finalizó con un resultado de empate a cero, y posteriormente victoria por 4-3 para Namibia en los penaltis.

### Participaciones en torneos internacionales
| Torneo                                  | Sede   | Resultado        |
| --------------------------------------- | ------ | ---------------- |
| Campeonato Africano de Naciones de 2016 | Ruanda | Cuartos de final |

## Clubes
| Club           | País   | Año    | Partidos | Goles |
| -------------- | ------ | ------ | -------- | ----- |
| Kabwe Warriors | Zambia | 2015 - |          | 0     |